# 班克斯

擲花者，攝於倫敦，此為班克西代表性的作品之一

继续购物，直到你倒下

班克斯（英語：Banksy，1970年代—）是一位匿名的英國塗鴉藝術家。他的街頭作品經常帶有諷刺意味，在旁則附有一些顛覆性、玩世不恭的黑色幽默和警世句子；其塗鴉大多運用獨特的模板技術拓印而成。他的作品富有濃厚政治風格，儼如一種以藝術方式表達的社會評論，並已經在世界各地不同城市的街道、牆壁與橋樑出現，甚至成為當地引人入勝的城市面貌。
班克斯的創作生涯源於早年參與布里斯托地下圈子，當中包括了不少藝術家與音樂人的跨界別合作。根據作家和圖像設計師卓斯坦·文高（Tristan Manco）所說，班克斯是出生於1974年並在英國西南部布里斯托市成長的；另外文高又透露他是一名影印機技術員之子，最初是要學習當個肉店屠夫的，後來卻備受1980年代後期在該城興起的塗鴉熱潮影響而深陷其中。有文化評論員指出，班克斯的繪圖風格跟格扎维埃·普鲁（外號「Blek le Rat」）相近，後者從1981年便已經在巴黎開始從事模板印刷的藝術工作，組過龐克樂隊，時至今日仍然活躍於倫敦的塗鴉藝術界。
眾所周知，對於絕大多數政府將塗鴉藝術標籤為「恣意毀壞他人財物罪」之既定政策，班克斯一向以藐視的立場聞名。他習慣在最能接觸社會大眾的表面，例如牆壁等地方展示自己的作品，有時更不惜親自動手，為其塗鴉圖案建造些物理支撐點。儘管班克斯從來不曾把自己的塗鴉作品或相關照片用作銷售牟利的用途，不過，很多藝術拍賣行都曾經試圖出售他進行街頭藝術的現場，並讓贏出競價的人自行決定對該處塗鴉的處置方式。班克斯首次執導的電影《畫廊外的天賦》，被宣傳為「世上第一部街頭藝術災難片」，於2010年圣丹斯电影节上首度試映。2010年3月5日電影在英國各地進行正式上映。2011年1月《畫廊外的天賦》獲得第83屆奧斯卡金像獎的最佳紀錄長片提名。

## 藝術生涯

班克斯創作的一幅裸體人物圖像《挂在外面的情人》（Well Hung Lover），繪於布里斯托一家性健康診所的外牆位置。由於受到當地居民的熱烈支持，使市議會最終決定容許它保留原貌 – (遠處景觀)。

### 早年（1992-2001年）
從1992至1994年，班克斯於家鄉布里斯托踏出自己的藝術路途，變成了一名徒手繪圖的塗鴉藝人，他又與友人加藤（Kato）和泰（Tes）組成一個稱做「DryBreadZ Crew」的創作團體。在這段時間裡，班克斯受到不少其他本地藝術家的啟發，而他本身的創作亦已然是布里斯托地下圈子的重要部份。剛開始的時候，模板只是班克斯徒手繪畫作品的其中一個點綴元素而已；至2000年以後，當他理解到可以大幅縮減製作時間後，便決定完全改為使用模板創作藝術。而班克斯聲稱令他改用模板的契機，是因為一次為了逃避警察追捕而躲在垃圾車底時，注意到車體上由模板刷上的數字編號。自從全面用上模板技術，很快地他便更廣泛的獲得周遭布里斯托和倫敦藝術圈的關注。
班克斯模版塗鴉的特徵是惹人注目並且不失幽默，間中亦會在旁邊寫上簡短的俏皮口號。這些塗鴉背後所要傳遞的訊息，通常是反戰、反資本主義或者反建制；而他經常起用的圖案包括有老鼠、猿人、警員、士兵、小孩以及老人。

### 展覽期（2002-2003年）
2002年7月19日班克斯的首個個人展覽會開幕，舉行地點位於洛杉磯「33又3分1畫廊」的一座銀色調的小型場館，展覽名為《完全模板主義》（Existencilism）。
至2003年，班克斯又在某倉庫舉行名為《地盤戰爭》（Turf War）的一次展覽，內容包括在動物身體上進行彩繪。儘管皇家愛護動物協會宣佈了所有安全條件均安排妥當，但仍有一位動物權利主義者把她自己鎖在欄杆上以示抗議。
稍後，班克斯一轉思路，挑戰油畫領域並將題材定為「顛覆經典」；例如替印象派大師莫奈的《睡蓮池》系列加入都市陰暗元素，令水面倒映中所見的景變成了亂七八糟的垃圾，甚至是超級市場裡的購物手推車。另一例子是改編愛德華·霍普的名作《夜遊者》，在畫中咖啡館代之而見的是一個只穿上米字旗內褲的英國足球流氓。這批油畫作品後來在2005年於倫敦西布恩街一次為期12日的展覽中也曾公開展出。
2003年班克斯與舒帕德·法利、Dmote等人合作在悉尼的亞歷山德亞區舉辦半永久性的倉庫展覽會，吸引了約1,500人前往觀賞。

### 勉強合法的10鎊鈔票（2004-2006年）
2004年8月，班克斯製造了一大批的惡搞10英鎊鈔票，鈔票上的英女皇頭像被人民愛戴的戴安娜王妃頭像取代，而「Bank of England」的字樣則由「Banksy of England」代替。有人在那年度的諾丁山嘉年華會中把大疊的這些紙鈔扔向人群，其中更有人拾起來之後嘗試到當地店舖使用。這些鈔票又被充當一個貧民區聖誕畫展的邀請函派發，並且馬上在拍賣網站eBay掀起每張約售200英鎊的炒賣熱潮。而在雷丁節慶上也有人仿傚諾丁山嘉年華會，將一疊鈔票扔過柵欄和群眾。另一方面，限量50張兼附上簽名的十連開鈔票海報在畫展上以100英鎊的價格出售，作為戴安娜王妃的死忌紀念活動。2007年10月倫敦老牌指拍賣行寶龍創下紀錄，以24,000英鎊的高價售出其中一張海報。
2005年8月，班克斯到訪巴勒斯坦地区，在以色列西岸隔離牆上創造了九幅大型畫作。
班克斯此時在洛杉磯再度舉行名做《勉強合法》（Barely Legal）的展覽，宣傳文案是「為期三天的摧毀倉庫大匯演 」，展期是2006年9月16日的週末。這展覽以一隻活生生的「房間中的大象」（英語：}，在英國熟語中可解作眾所周知但卻被刻意忽略不理的問題）作為號召，而大象的整個身體都塗上了粉紅和金色的印花圖案，根據場刊所指乃是旨在提醒人們注意第三世界的貧困問題。儘管有關的動物部門已經為該大象批出合法的許可證，但經過愛護動物組織的激烈投訴之後，班克斯從善如流地讓大象在展覽的最後一日裡以原始的姿態示人。而大象的主人也反擊苛待動物的指摘，表示他的大象拍攝過「很多、很多的電影，已經習慣了化妝」。展覽的另一個矚目作品是維多利亞女王的畫像，雖然混入安迪·華荷及達文西的風格，但此作的獨特與大膽之處在於其譏諷性以及把女王表現為女同性戀者。

### 班克斯效應（2006-2007年）
當美國著名流行歌手克莉絲汀·阿奎萊拉把“同性戀”維多利亞女王的原畫，連同另外兩幅班克斯畫作以25,000鎊購入之後，班克斯的藝術作品拍賣紀錄於2006年10月19日創出新高，那是一套六張超級名模姬·摩絲的絲紡畫像，風格類近於安迪·華荷操刀的瑪麗蓮·夢露肖像；它在倫敦的蘇富比拍賣會上以50,400鎊的價碼銷出，成交價較拍賣的底價足足高出了五倍。然後在同一個拍賣會上，班克斯一幀綠中掛紅的《蒙羅麗莎》變調之作又以57,600鎊被有心人投得。在12月，倫敦CNN國際新聞網絡的專欄作家马克斯·福斯特開始稱這股旋風為「班克斯效應」，來形容在他個人的成功背後，以往總是寂寂無聞的一眾街頭藝術家也終於漸漸引起社會上廣泛的注目。
2007年2月21日，倫敦蘇富比拍賣行再次刷新班克西作品的最高售出單價：價值102,000鎊的《Bombing Middle England》，同場另外兩幅塗鴉《Balloon Girl》和《Bomb Hugger》亦分別以37,200鎊以及31,200鎊賣出，同樣遠超拍賣底價。翌日的拍賣會進一步有三張班克西作品：先後是96,000鎊沽出的《Ballerina With Action Man Parts》、72,000鎊的《Glory》和33,600鎊的《Untitled (2004)》，競投情況踴躍。隨著拍賣會的第二天結束，班克斯更新自己的個人網頁背景為一幅拍賣會現場的畫像，畫中人們正為了畫作而爭相出價，旁邊則有字句「我不能相信你們這些白痴真的會買這種垃圾」（I Can't Believe You Morons Actually Buy This Shit）。2007年2月，一間被班克斯在外牆繪上壁畫的布里斯托房子的主人，決定透過紅螺旋槳藝術畫廊售出他的住宅，後來因為準買家要移除壁畫而令交易告吹。
在2007年4月，人們赫然發現西敏市維多利亞街的倫敦交通局總部外垣畫有班克斯的招牌詼諧圖案：一部昆頓·塔倫天奴電影《危險人物》裡面的場景，只是演員尊·特拉華特和森姆·L·積遜兩人握住的都從手槍變成了香蕉。雖然這個圖案大受公眾歡迎，不過倫敦交通局卻怒不可遏，宣稱這個塗鴉造成“一種疏於看管、社會腐敗的氛圍，並會反過來鼓勵犯罪活動”還有他們的職員是“專業的清潔工人而不是專業的藝術評論家”。

此後班克斯便多次在上述地點流連修飾，起初他把演員們手上的香蕉改回做真槍，可是又把他們身上的衣著換成一套大香蕉裝束。稍後時間，班克斯又在其《危險人物》作品上增添新的部分，這是為了悼念19歲的倫敦塗鴉藝術家Ozone而畫的（Ozone與藝術家同伴Wants於2007年1月12日在東倫敦巴金市的地下鐵車廂中遇襲身亡）。新添上的圖案是一名穿上防彈背心並手持骷髏頭骨的天使（下方左圖），班克西同時在個人網頁寫上悼文：

守護Ozone的天使

上一次我到這里時畫了幅兩個身穿香蕉套裝的男人持槍的蹩腳圖案，幾個星期之後一個名叫Ozone的同行卻把它完完全全地破壞得亂七八糟，还在下方的角落寫下「如果下次畫好點的話我便放過它」。因此當我們失去Ozone时，我們不單止失去一個大膽無畏的塗鴉藝術家，事實證明我们也同时失去了一位相當敏銳的藝術評論家。Ozone–願你在天堂安息。

### 近年（2008-2009年）
2008年3月，位於倫敦荷蘭公園大街環形交通島的泰晤士水務公司抽水塔被人噴上醒目的塗鴉圖案，市民普遍相信是班克斯的傑作；圖案本身是一個鮮橙色的小孩子，正畫著「拿下這個社會」（Take this Society）的字眼。哈默史密斯-富勒姆區當局的發言人格雷·史密斯議員把這次塗鴉藝術定斷為「恣意毀壞他人財產罪」並立即下令移除，於是圖案在三日之內就馬上被哈默史密斯-富勒姆區市議會的工人們洗刷得一乾二淨了。
5月3日至5日的週末裡，班克斯主辦了名為《罐頭嘉年華》的展覽，舉行地點在蘭貝斯區的利克街，正是滑鐵盧車站的歐洲之星列車從前的行車隧道下方位置。這次的展覽顯得格外熱鬧，因為很多不同的塗鴉藝者都獲邀請到場，他們更紛紛即場留下自己的塗鴉之作，前提是只要不遮蓋到別人的部份就沒有問題了。Blek le Rat、Ben Eine、Cartrain、Jef Aérosol、Mr. Brainwash等等知名的塗鴉人物均有現身。
2008年8月下旬，為了紀念和追悼三年前颶風卡特里娜所造成的毀滅性破壞，班克西特地於美國路易斯安那州的新奧爾良製作一整個系列的作品，當中大部份都是畫在災難至今仍未復原的廢墟之中。
2008年10月5日，班克斯籌備已久的首個正式展覽在紐約開幕，題為《鄉村寵物店與炭火燒烤》（Village Pet Store And Charcoal Grill），場中的先進動畫和發聲機動設備模擬出寵物屋櫥窗的日常情形，甚至包括一隻母雞看守著自己的麥樂雞子女在啄燒烤醬汁包，同時兔子則對著鏡子怱忙地上妝。

### Better Out Than In（2013年）
2013年10月，班克斯到紐約進行街頭藝術計畫「Better Out Than In」，為期一個月。在這段期間，也另外在Youtube的官方帳戶，上傳了名為《反抗軍火箭炮攻擊》（Rebel Rocket Attack）的短片，內容是大人用火箭炮將迪士尼角色小飛象給擊落，從天空掉到地面上的小飛象不堪一擊，虛弱的趴著，小朋友不滿大人行為，便向大人踹了一腳，諷刺意味濃厚；而這個短片是有經過後製的，事實上這短片是拍攝於敘利亞的戰爭衝突，原本被擊落的是一個飛行物。

### 2018年

《氣球女孩》（Girl With Balloon)，牆上版本

10月5日，班克斯最著名的作品之一《氣球女孩》（Girl With Balloon），在倫敦蘇富比拍賣行拍出，這是2006年期間由他本人繪製的複製畫，以86萬英鎊的價格成交，成交幾分鐘後，畫有女孩和心型氣球的畫布突然被捲入畫框底下隱藏的碎紙機裡，少女頭部以下有一半被切成碎片。事情發生後不久，班克斯發佈一則影片，展示自己秘密將碎紙機安裝在畫作內部的過程，原本打算全部絞碎，但因卡紙而半毀。儘管畫作被毀，得標的收藏家依然願意以86萬英鎊的價格收藏這幅作品。蘇富比拍賣行事後表示對此並不知情，當時檢視時藝術家表示畫框也是作品的一部份不得拆解，該作品後來被更名，新作定為《垃圾桶中的愛》，已經獲得班克斯代理人的認證，這是頭一次在拍賣會場現場創作。

### 2020年
2020年5月，班克斯繪製一幅名為《Painting for Saints》的作品，作品中是一位小男孩手持一個穿護理師制服的玩偶，玩偶披有披肩、戴口罩，一旁的籃子內則是蜘蛛人和蝙蝠俠等超級英雄玩偶。班克斯藉此作品向新冠肺炎疫情期間的醫護人員致敬，他留有字條寫道：「謝謝你們所做的一切。希望這幅畫能稍稍照亮這個地方，雖然它只有黑色和白色」。這幅作品在英格蘭南部的南安普敦總醫院（Southampton General Hospital）院內展出。該畫作於2021年3月23日以1675万英镑價格拍出，创下班克斯画作拍卖纪录，所得捐助國民保健署（NHS）。

### 2021年
班克斯作品「垃圾桶裡的愛」（Love is in the bin），前身是「氣球女孩」（Girl with Balloon）。2018年，「氣球女孩」在倫敦蘇富比 （Sotheby's）拍賣會上以110萬英鎊（約新台幣4228萬元）的價格拍出後，隨即被畫框中暗藏的碎紙機絞碎掉一半。如今這幅半毀、更名為「垃圾桶裡的愛」的畫作在睽違3年後，2021年10月14日再度登上拍賣會，在倫敦以1858萬英鎊（約新台幣7.1億元）的天價落槌，不僅刷新班克斯作品拍賣價紀錄，也遠超出會前估價。

### 2022年

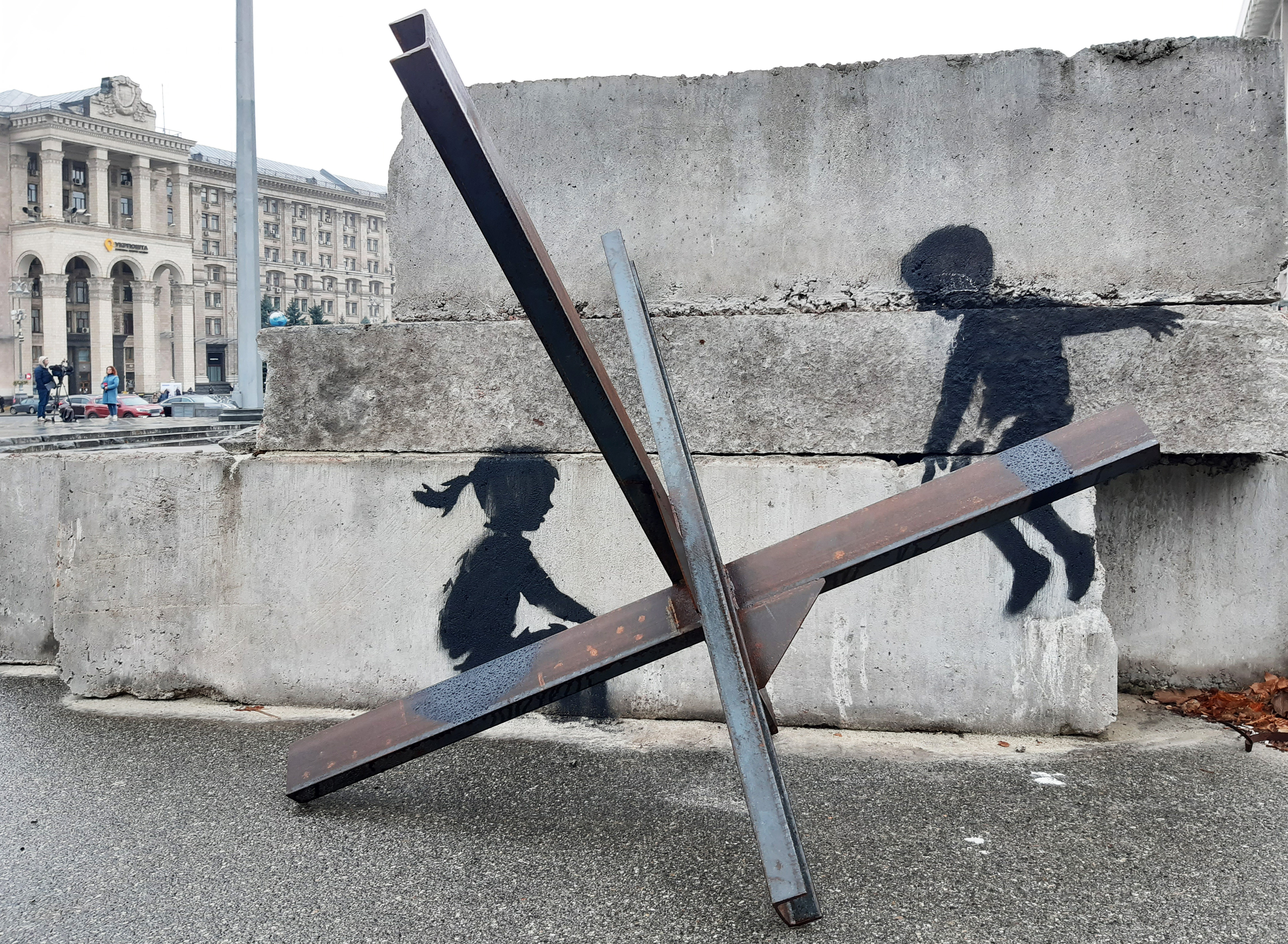
2022年11月，位於基輔獨立廣場

2022年11月，班克斯在社交媒體上發布了博羅江卡鎮的一座受損建築一側繪製的壁畫圖片，證實了他在2022年俄羅斯入侵烏克蘭後訪問了烏克蘭，並在包括基輔、伊爾平、霍斯托梅爾和霍倫卡等地區創作了六幅壁畫。

### 2023年
2023年12月22日班克西在社群媒體Instagram上發布了他在倫敦街頭創作的一項作品，這項作品是在一個停車再開的標誌(STOP)上，裝上三架軍用無人機模型。但是在一個小時內就被人用斷線鉗拆除並將這件作品偷走。

## 著名作品
黑白的街頭塗鴉藝術，風格明顯

## 政治及社會評論色彩
班克斯將塗鴉喻為是一種下層階級的「報復」，或個人自裝備精良的強大敵軍，搶走權力、地盤與榮耀的游擊戰。班克斯認為社會階級是這種鬥爭的要件，「如果你名下沒有火車公司，那就去找台火車，畫在上頭」。班克斯的作品企圖嘲諷權力集中的現象，欲透過創作昭示大眾，權力確實存在、得勢得利的不是你，可權力也沒特別厲害，足以也應當被誤導矇騙。
班克斯的作品主題涵蓋各種政治與社會議題，包括反戰、反恐、反法西斯、反帝國主義、反獨裁、無政府主義、虛無主義及存在主義。此外，他的作品常評論現世人性的貪婪、貧窮、虛偽、厭倦、絕望、荒謬及疏離。雖然作品多憑藉視覺影像和圖像傳達訊息，班克西也在許多書中發表政治相關評論。他總結一張「該被槍斃的人」名單，他列上「法西斯惡棍、宗教基本教義者、列該被槍斃名單的人」。然而，他雖用玩世不恭的態度描述自己的政治傾向，卻也同時表示，「有時我對這世界感到噁心，甚至吃不完第二個蘋果派」。

## 軼事
有人猜测瑞士艺术家大师迈特尔·德卡松（Maître de Casson）可能是班克斯 ，但其本人於個人官網上否认了这一点 。

## 外部連結
- 官方网站
- 班克斯的Instagram帳戶
- Banksy YouTube Channel